# Саркосцифа
Саркосцифа (Sarcoscypha) — рід грибів родини Sarcoscyphaceae. Назва вперше опублікована 1885 року.

## Будова
У грибів роду саркосцифа апотеції зазвичай досить великі, 1-3 см в діаметрі, м'ясисті, чашоподібні або келихоподібні. Їх гіменій яскраво-червоний, зовні їх забарвлення білувате або рожеве. Сумки в апотеції дозрівають в різний час. Види цього роду поширені в тропіках, субтропіках і помірній зоні. Це лігнофіли, часто розвиваються на зануреній в ґрунт деревині.
В Україні на гілках, занурених у ґрунт, зустрічається їстівний гриб 4 категорії саркосцифа яскраво-червона або ельфійська чаша (Sarcoscypha coccinea).

## Галерея

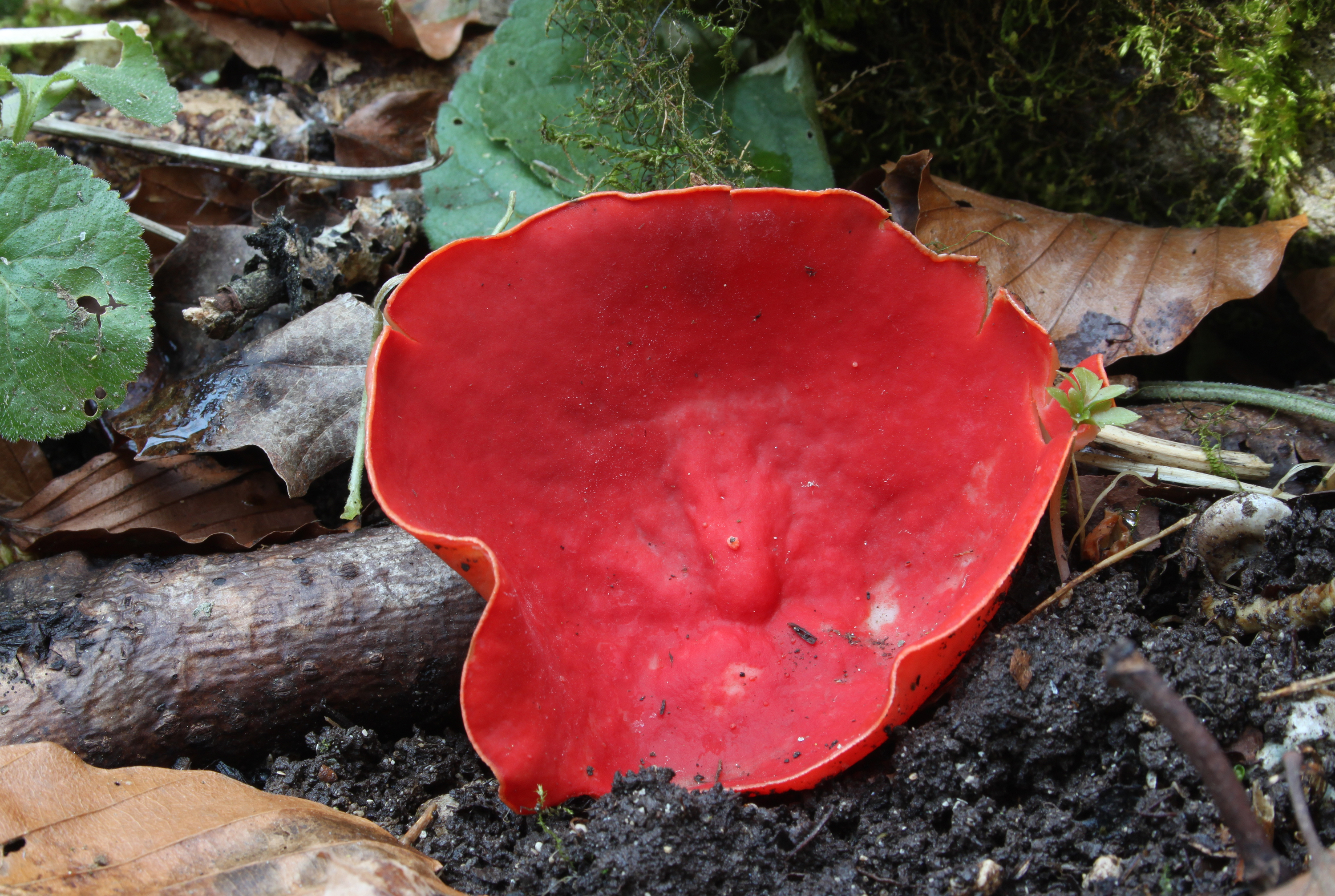
Sarcoscypha jurana
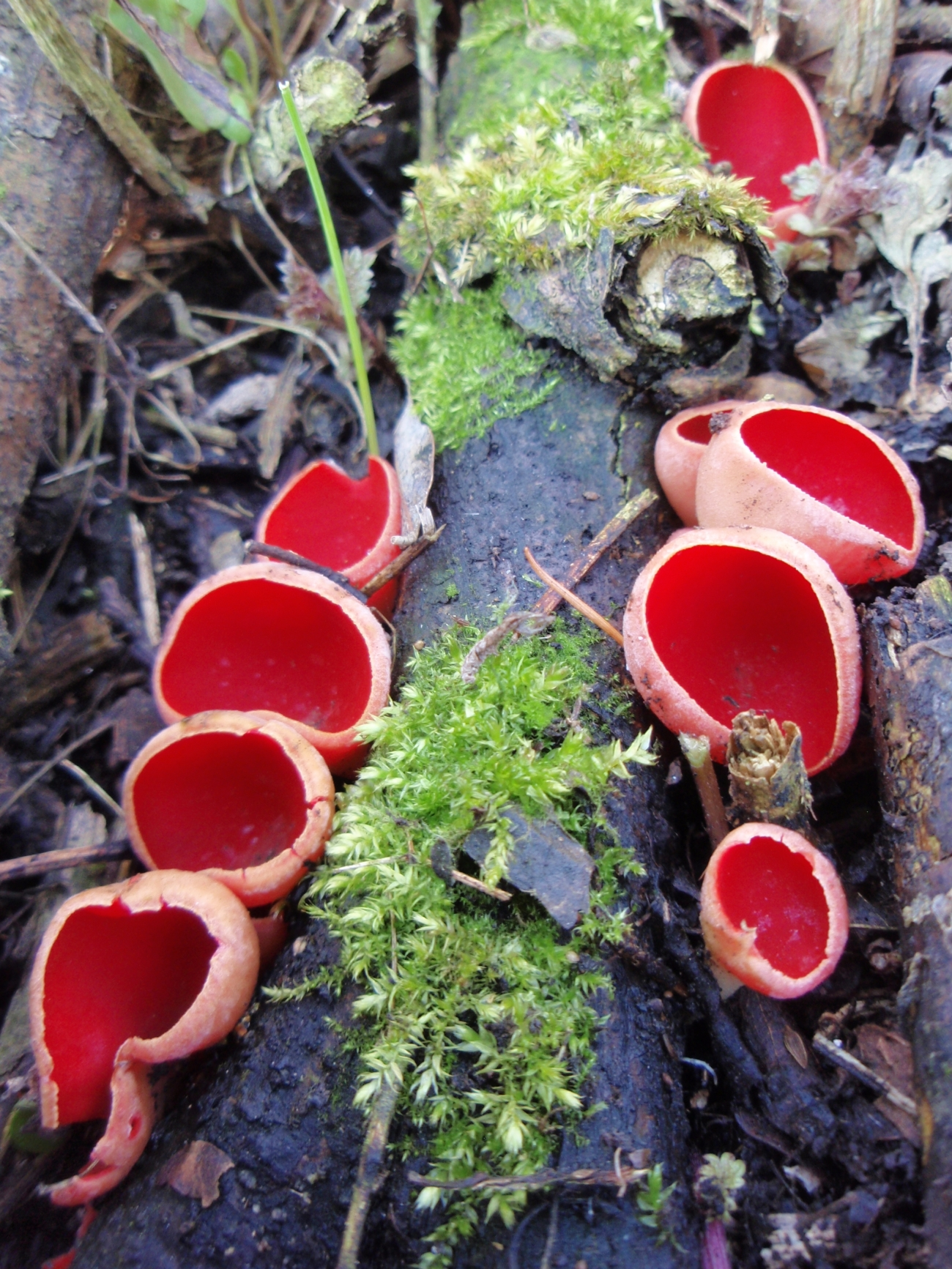
Sarcoscypha austriaca
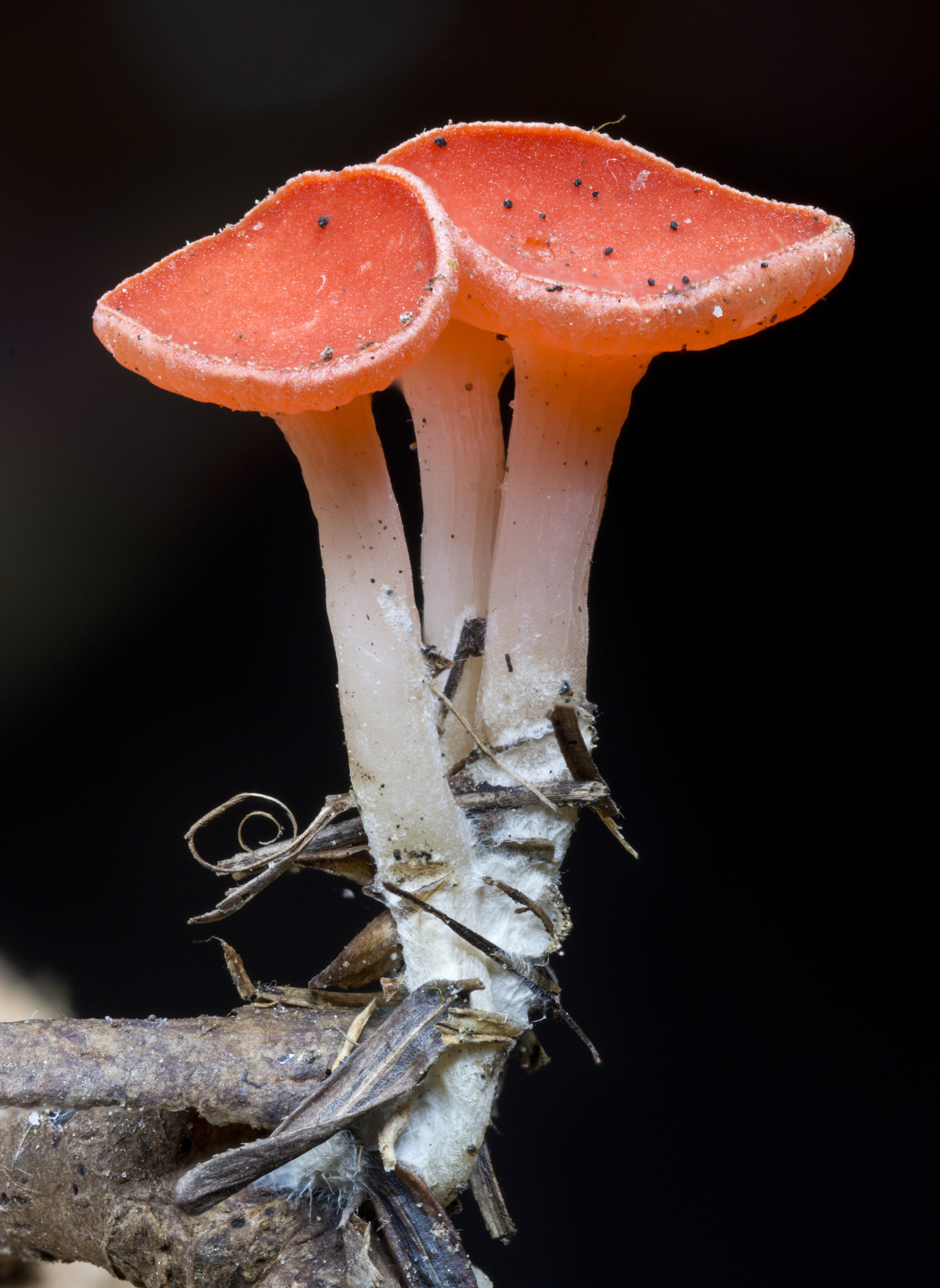
Sarcoscypha occidentalis
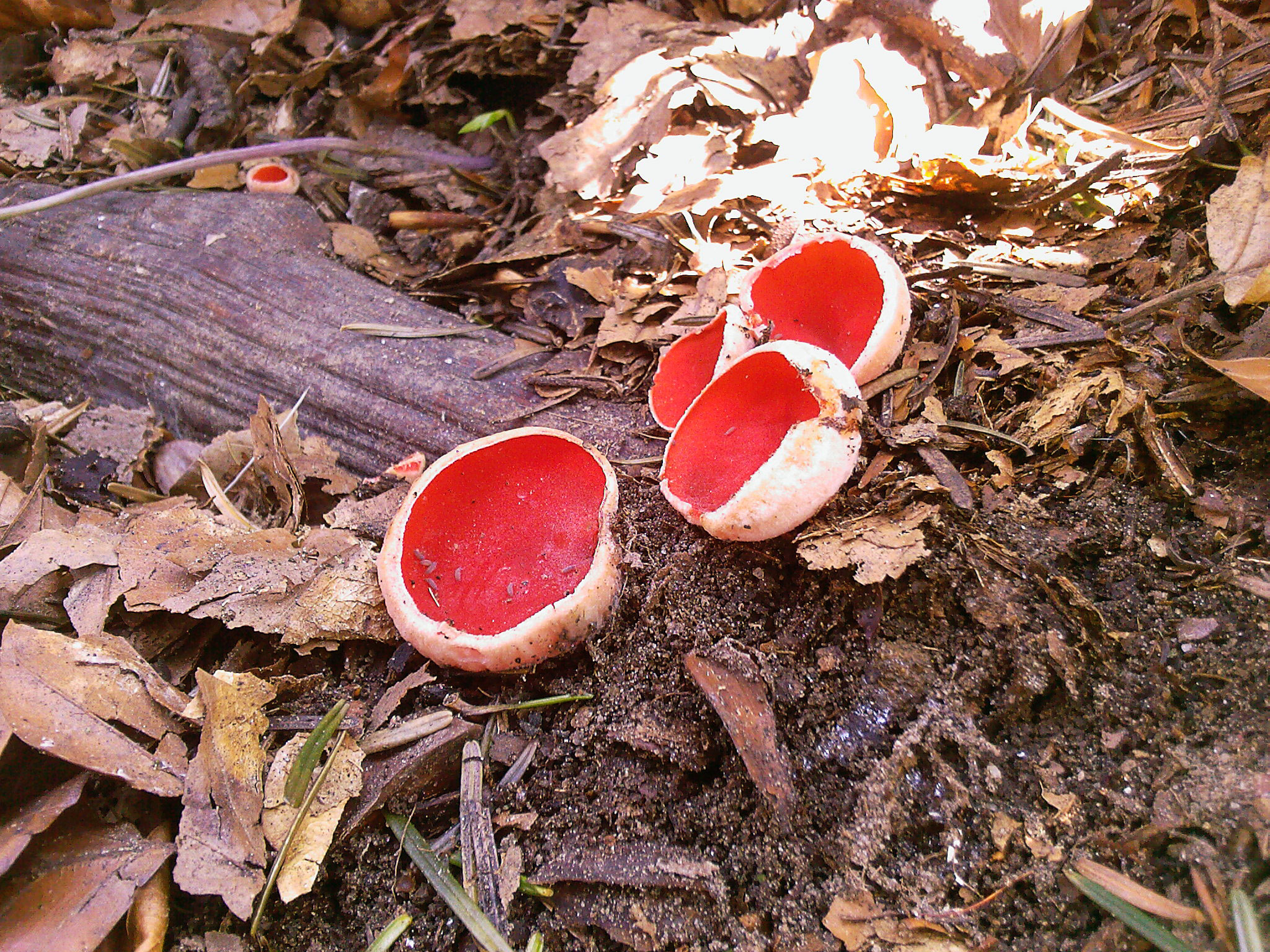
Sarcoscypha coccinea